# (17575) 1994 PQ14
A (17575) 1994 PQ14 a Naprendszer kisbolygóövében található aszteroida. Eric Walter Elst fedezte fel 1994. augusztus 10-én.